# 황장엽
황장엽(黃長燁, 1923년 2월 17일~2010년 10월 10일)은 조선민주주의인민공화국(북한)의 정치인이고, 1997년 탈북 및 망명 이후 대한민국의 대학 교수이기도 했다. 북한의 정치가로 활약하던 시절 제5·6대 최고인민회의 상임위원회 위원장을 지냈다. 탈북 후 1997년 대한민국으로 망명했다.

## 생애

### 출생
황장엽은 1923년 2월 17일에 평안남도 강동군에서 황원택의 아들로 출생하였고 지난날 한때 평안남도 대동군에서 잠시 유아기를 보낸 적이 있는 그는 훗날 평안남도 평양부에서 성장하였으며 평남강동보통학교를 졸업하고 1935년 평양고등상업학교에 신규 입학하였으나 1936년 평양고등보통학교 2학년에 전입 및 편입학하여 1941년 평양고보를 졸업하였다. 아버지 황원택은 본부인을 여의고 재혼한 부인에게서 황장엽과 아우 황봉엽 두 형제를 보았다. 일찍 사망한 그의 아버지 황원택에 대해서는 알려진 것은 없다.
1942년에 일본으로 유학을 가서 주오 대학(법학부)에서 공부하였으나 1944년 2월, 일제의 패전 징후 상황으로 인하여 강제소환되어 졸업을 하지는 못했다. 그렇게 주오 대학을 중퇴한 후 약 1년 6개월 동안 강원도 삼척 탄광에서 징용을 하던 중 해방을 맞이하였으며, 그 후 서울을 거쳐 고향인 평양으로 돌아갔다. 해방 후인 1947년 만24세에 김일성종합대학에 입학하였고 1951년에 정치경제학 학사 학위 취득한 후 모스크바 대학교 대학원에서 법철학 석사·철학박사 학위를 취득하였다. 1955년에 귀국하고 김일성종합대학에서 교수직을 맡았으며 1965년 10년 후 김일성종합대학 총장에 임명되었고 김일성 유일사상체계 확립에 관여하였으며 김정일을 후원하여 주체사상 개인강사를 맡기도 했다.

### 조선로동당 선전선동부 차장
김일성 유일통치체제를 전당과 전사회에 구현하였고, 제1부-선전지도부, 제2부-교양지도부, 제3부는 선동선전부, 제4부는 출판보도부문과 문화예술부문 지도부 운영했다.

### 조선민주주의인민공화국에서의 정치 활동
1970년 조선로동당 중앙위원회 위원으로 당선된 이후, 조선최고인민회의 상임위원장(1972년~1982년), 1980년 조선로동당 총비서장, 1984년 조국평화통일위원회 부위원장, 1986년 조선사회과학자협회 중앙위원장, 1987년 조선사회과학자협회장, 조선로동당 국제담당비서장 등 여러 요직을 겸임하게 된다. 그리고 1970년대에 주체사상을 체계화하는 역할을 했고 이를 제3세계에 전파하기 위해 해외에 주체사상 연구소를 설립하기도 했다.
1994년 김일성이 사망한 이후 잘 알려지지 않은 지인이 황장엽에게 30년 동안 개혁 개방을 같이 하자며 "너희 그러다가 진짜 망한다. 이제라도 정신 차려서 김정일을 중국에 보내 달라!"고 했고, 이에 황장엽은 김정일에게 중국에서 오라고 하는데 한번 가보라고 제안했다가 "그 나쁜 XX들! 무엇 때문에 중국에 가겠소?"라며 욕하던 김정일에 의해 결국 당 내 영향력을 잃게 되었다.

### 망명과 남한에서의 활동
1997년 주체사상에 관한 강연을 위해 일본을 방문한 직후에, 베이징에서 김덕홍과 함께 중화인민공화국 주재 대한민국 대사관에 망명을 신청하였다. 그의 수기에는 망명 이유를 조국(북조선)의 체제에 의분(義憤)을 느껴 그 변혁을 도모하기 때문이라고 말하였다.
하지만 소련의 붕괴와 맞물려 자신의 담당하던 당 국제사업의 실패가 원인으로 꼽히고 있다. 망명 후에는, 각종 강연을 통해 김정일 정권의 타도를 주장하였으나 이후 김대중의 국민의 정부 집권 시절에 진행된 햇볕정책의 영향으로 그의 주장은 정부에 받아들여지지 않았다. 이후 10년간 정부에 의해 활동제한조치를 당해 사실상 가택연금 상태에 놓였다가, 이명박 정부가 출범한 직후 해제되었다. 이후 사망할 때까지 미국의 보수인사들과 함께 김정일 정권 타도와 조선민주주의인민공화국의 인권상황을 폭로하는 활동을 전개했다.
김정일 국방위원장은 황장엽이 1997년에 남한으로 망명한 직후 당 간부들을 상대로 한 비밀연설에서 황장엽을 “개만도 못하다”고 격렬하게 매도했다고 일본 마이니치신문이 2010년 4월 4일에 보도했다.
자신이 기초를 다진 주체사상이 북조선에서 김일성·김정일 숭배를 위한 봉건사상으로 변질됐다고 비판했다. "개인의 생명은 유한하지만 사회정치적 생명은 무한할 수 있다"는 주체사상의 사회정치적 생명관을 김 부자가 ‘수령 절대주의’로 왜곡했다는 것이다. 그는 자신의 마지막 공개 강연이 되고만, 지난달 30일 <자유북한방송>의 ‘황장엽의 민주주의 강좌’에서 "개인은 죽어도 집단은 영생합니다"라고 강조하는 등 개인주의보다는 집단주의 정치철학을 중시했다.
또한 황장엽은 1997년 망명 직후 인터뷰에서 북한에서는 핵무기를 보유하고 있는 것은 상식화되어 있고 지난 85년 소련 측이 핵개발을 문제 삼자 김일성 부자가 묵살하라고 지시했다고 말해, 북한의 핵 개발계획이 이미 80년대 중반부터 시작됐음을 밝혔다. 1985년 당시 소련측이 북한의 핵개발을 문제삼은 이 내용은 지난 1994년 러시아 관계자들에게도 나온 이야기였다. 1994년 러시아 국가안보 연구소 블라디미르 쿠마초프 고문에 의하면 "북한은 그들 미사일의 사정거리를 늘리기 위해 독자적으로 완성한 발사 차량을 가지고 있으며 소련도 85년부터 북한이 핵무기 개발을 시작했음을 알았고 그로 인해서 북한에 있던 핵전문가들을 본국으로 송환했다"고 밝혔다.

### 사망
2010년 10월 10일 논현동의 국정원 안가에서 심장마비로 사망하였다. 장례식은 양녀인 김숙향 등이 주관하였으며 사회장으로 치러졌다. 그의 시신은 대한민국 대전광역시 유성구 갑동 소재 국립대전현충원에 안장되었다.

## 연보
- 1923년: 일제 강점기 조선 평안남도 강동 출생[11]
- 1951년: 김일성종합대학교 정치경제학과 학사
- 1952년: 소련 러시아 공화국 모스크바 대학교 대학원 법철학 석사 학위 취득
- 1954년: 소련 러시아 공화국 모스크바 대학교 대학원 철학박사 학위 취득
- 1955년: 김일성종합대학교 교수
- 1959년: 조선로동당 선전선동부 차장
- 1965년: 김일성종합대학교 총장 10여년 역임
- 1972년: 제3대 조선민주주의인민공화국 최고인민회의 상임위원회 위원장
- 1984년: 조선로동당 중앙위원회 비서장, 조선로동당 총비서장, 조국평화통일위원회 위원장
- 1993년: 조선최고인민회의 외교위원장, 조선최고인민회의 대의원
- 1996년: 조선민주주의인민공화국 권력 서열 13위
- 1997년: 사상투쟁, 권력투쟁에 밀려 망명
- 1998년: 국가안전기획부 통일정책연구소 이사장, 탈북자 동지회 고문
- 1999년: 국가정보원 통일정책연구소 이사장
- 2003년: 전주대학교 석좌교수
- 2008년: 국가안보전략연구소 상임고문

## 사건
- 2006년 12월 21일에 대한민국 사람 김아무개가 황장엽과 관련된 자유북한방송의 사무소에 '황장엽은 쓰레기 같은 그 입을 다물라, 배신자는 대가를 치른다.'라고 하는 내용의 협박문과 붉은 그림도구가 칠해진 황장엽의 사진, 도끼등이 들어간 소포를 보낸 사건이 일어났다. 그는 2008년 9월 27일 경찰에 체포되었다.[12]
- 2009년 6월 1일에 김현희를 12년 만에 만났고 함께 투쟁하자고 전했다.[13]

- 2010년 4월 4일에 일본을 방문하여 일본인 납북자들에 관한 논의를 한다.[14]
- 2010년 4월 20일 황장엽을 살해하라는 지령을 받고 조선민주주의인민공화국에서 남파된 간첩 2명이 검거됐다.[15]
- 2010년 10월 10일에 자택에서 좌욕 중 심장마비로 사망하였다.[16]

### 암살 미수
김영철(인민군 상장) 정찰총국장은 황장엽을 암살하도록 공작원 김명호와 동명관 2명에게 지시했다. 이 공작원들은 탈북자들 틈에 섞여 대한민국에 유입되었으며 대한민국에 도착하긴 했으나 탈북자 심사당시 남파된 목적이 발각되어 체포되었으며 현재 이들은 국가보안법 위반 혐의로 구속 수감되었고 2010년 7월 1일 10년형이 확정되었다.

## 논란과 비판

### 현충원 안장 논란
황장엽은 훈장을 받거나, 한국 전쟁 등에서 이룬 업적 등이 없어 현충원에 안장될 자격을 갖고 있지 않았다. 하지만 보수주의자들은 그의 업적을 인정하여 현충원에 안장하여야 한다는 주장이 제기되었고, 결국 황장엽의 현충원 안장 자격을 얻기 위해 국민훈장 1등급 훈장인 무궁화장 추서를 하게 되었다. 하지만 훈장을 먼저 받은 후에 현충원에 안장되는 것이 아니라, 현충원에 안장되기 위해 훈장을 추서한 것은 앞뒤가 맞지 않는다는 지적이 제기되었다. 또한 주체사상을 창시하여 독재 정권의 기틀을 마련한 점과 북조선의 인권 악화를 초래한 장본인이 단지 남한으로 넘어와서 김정일을 비판하였다는 이유만으로 현충원에 안장될 수는 없다는 비판도 제기되었다. 이에 따라 민주당 등 야당측에 의해 현충원 안장 반대 의견이 제기되었다. 민주당 정세균 의원은 "이 분은 주체사상의 이론적 기초를 닦았고 오늘날 북한 현실에 대해 책임이 있으며, 남한에 와서 주체사상을 부정한 바가 없다"면서 반대 입장을 밝혔다.
또한 보수성향의 인물들도 황장엽의 현충원 안장에 반대 의견을 제시하기도 했다. 지만원은 "황장엽이 김정일과 관계가 악화되자 남한을 피신처로 이용한 사람이지 대한민국 국민이 아니다. 황장엽은 귀순하기를 끝까지 거부하고 망명자 신분을 고집해 왔던 사람이다"라며 황장엽의 현충원 안장에 반대 입장을 밝혔다. 그럼에도 불구하고 훈장은 추서되었고 2010년 10월 14일 황장엽의 안장식이 거행되어 국립대전현충원에 안장되었다. 황장엽의 영결식 위원장은 김영삼이 맡았다. 영결식과 장례식장에는 한나라당 의원들을 비롯한 정, 관계 인사들이 참석하였으나, 민주당, 민주노동당, 진보신당 등의 관계자들은 참석하지 않았다.

### 비판
보수주의 성향을 띤 인터넷 신문인 뉴스타운에서는 "김정일을 비방한 것이 업적이라면 이 나라에는 황장엽보다 더 열심히 김정일을 욕한 애국자들이 많다. 그가 통일을 위해 남한에 왔다면 그는 북한에서 잘 나가고 있었을 때 왔어야 말이 된다. 황장엽은 경제파탄 등의 사고들로 인기를 만회하려던 김영삼의 정치적 탈출구로 이용된 사람에 불과했다. 김일성에게 충성하면서 73세에 이르기까지 온갖 부귀영화를 다 누리고, 김정일에 잘못 보여 숙청당할 위기에서 가족을 버리고 혼자라도 살아야겠다며 정치적으로 망명한 사람을, 남한에서도 노골적으로 김일성을 찬양하는 반면, 그를 숙청하려했던 김정일에게 욕을 퍼붓는 간사한 사람을 놓고, 1등 애국자라 하면서 호국영령의 반열에 세운다"며 비판했다. 뉴라이트전국연합 대표 이주천은 "주체사상이 잘못됐다는 것을 강조한 게 아니라 주체사상을 남한에서 더 발전시키고 개선해서 파급시키려 했다"고 평가했다.

## 학력
- 평양고등상업학교 전퇴(1936년)
- 평양고등보통학교 졸업(1941년)
- 주오 대학 법학과 중퇴(1944년)
- 김일성종합대학 정치경제학 학사(1951년)
- 모스크바대학교 대학원 법철학 석사(1952년)
- 모스크바대학교 대학원 철학박사(1954년)

## 황장엽을 연기한 배우들
- 정욱 - 《진달래꽃 필 때까지》 (1998년) KBS 드라마

## 가족 관계
- 아버지: 황원택(1887년~1941년)
  - 배우자: 박승옥(1922년~1999년)
    - 장녀: 황선희(1945년~사망)
    - 차녀: 황노선(1947년~사망)
    - 3녀: 황선옥(1949년~사망)
    - 아들: 황경모(1952년~1999년)

  - 남동생: 황봉엽(1928년~사망)

### 대한민국 가족
- 명목적인 두 딸(수양딸 2명): 김숙향, 박명애
- 사실혼(동거) 관계: 한국인 부인
  - 사실혼(동거) 관계의 한국인 부인에게서 출생: 아들

## 같이 보기
- 조선민주주의인민공화국
- 김일성
- 김일
- 최용건
- 김정일
- 오진우
- 김덕홍
- 탈북자
- 장성택
- 쇼펜하우어
- 헤겔
- 강철환
- 주체사상